# Гиршфельд, Мориц фон
Карл Ульрих Фридрих Вильгельм Мориц фон Гиршфельд (нем. Moritz von Hirschfeld; 4 июля 1790, Хальберштадт — 13 октября 1859, Кобленц) — прусский военачальник, генерал пехоты.

## Биография
Родился в семье прусского генерала Карла Фридриха Гиршфельда. С 1803 года воспитывался в берлинском Кадетском корпусе.
Окончил Прусскую военную академию.
В 1806 году под командованием отца участвовал в битва при Ауэрштедте в ходе кампании против Наполеона. В 1809 году со своим старшим братом участвовал в восстании против французских оккупационных сил. После подавления мятежа, они бежали в Англию. После сражался против французов в Испании.
Принял участие в войне пятой коалиции. Братья присоединились к испанским драгунам в их борьбе против французов Наполеона. Его брат был убит в битве в 1811 году. Лейтенант Мориц дважды получил тяжелые ранения в бою и был взят французами в плен. В 1813 году совершил отчаянную попытку побега. Его многочисленные раны сделали его едва узнаваемым, когда ему вручали медаль за храбрость.
После начала Освободительной войны в Германии Хиршфельд просил испанское командование отпустить его в прусскую армию. Вместо этого в 1814 году он был повышен до испанского подполковника, и в составе испанской армии участвовал в кампании шестой коалиции. Ему не было разрешено уйти в отставку даже после заключения Парижского мирного договора 1814 года. Это произошло только 24 февраля 1815 года после вмешательства прусского посла в Мадриде. Весной 1815 года Хиршфельд вернулся в Пруссию.
Учитывая высокую репутацию в Испании, король Фердинанд VII наградил его большим крестом ордена Карлоса III.
С 1815 г. — на прусской службе. 25-летний Хиршфельд был самым молодым подполковником прусской армии.
С 1831 года командовал 29-м пехотным полком. Полковник в 1837 году, с 1838 года в звании генерал-майора  — командир 15-й пехотной бригады (1840 год). В 1833 году стал командором Ордена Церингенского льва. В 1847 году — генерал-лейтенант.
Во время революции 1848—1849 годов в Германии был комендантом г. Потсдама. В 1849 командовал 15-й дивизией прусской армии под началом принца Пруссии Вильгельма.
В том же году командовал корпусом в баденском походе. Участвовал в сражениях, которые вытеснили повстанческую армию Л. Мерославского из Курпфальца. Освободил крепость Ландау-ин-дер-Пфальц и разбил мятежников под Раштаттом и в битве у Мурга.
С марта 1852 года — генерал инфантерии. 24 июля 1854 года по случаю 50-летия службы он был награждён орденом Красного Орла 1-го класса с бриллиантами, дубовыми листьями и мечами.
Похоронен на Главном кладбище Кобленца.

## Награды
Королевства Пруссия:
- Крест за выслугу лет[нем.]
- Орден Красного орла 4-го класса (1834)[4]
- Орден Красного орла 3-го класса с бантом (1836)[5]
- Орден Красного орла 2-го класса с дубовыми листьями (1842)[6]; звезда к ордену с дубовыми листьями (1845)[7]
- Орден Красного орла 1-го класса с дубовыми листьями и мечами (1849); бриллиантовые украшения (24 июля 1854)

Прочие:
- Орден Карлоса III, большой крест (королевство Испания)
- Почётный крест (1831, королевство Испания)
- Орден Церингенского льва, командорский крест (1833, великое герцогство Баден)[8]
- Орден Церингенского льва, большой крест (1853, великое герцогство Баден)[9]
- Орден Военных заслуг Карла Фридриха, командорский крест со звездой (1849, великое герцогство Баден)[10]
- Орден Почётного легиона, большой офицерский крест (1852, Вторая Французская империя)
- Орден Дубовой короны, большой крест (1855, великое герцогство Люксембург)
- Орден Леопольда I, большой крест (1856, королевство Бельгия)